# Liste der Baudenkmäler in Burk
Auf dieser Seite sind die Baudenkmäler in der mittelfränkischen Gemeinde Burk zusammengestellt. Diese Tabelle ist eine Teilliste der Liste der Baudenkmäler in Bayern. Grundlage ist die Bayerische Denkmalliste, die auf Basis des Bayerischen Denkmalschutzgesetzes vom 1. Oktober 1973 erstmals erstellt wurde und seither durch das Bayerische Landesamt für Denkmalpflege geführt wird. Die folgenden Angaben ersetzen nicht die rechtsverbindliche Auskunft der Denkmalschutzbehörde.
 Diese Liste gibt den Fortschreibungsstand vom 14. April 2020 wieder und enthält sechs Baudenkmäler.

## Baudenkmäler nach Gemeindeteilen

### Burk
| Lage                       | Objekt                                                                         | Beschreibung | Akten-Nr.             | Bild           |
| -------------------------- | ------------------------------------------------------------------------------ | --- | --------------------- | -------------- |
| Am Kirchplatz 5 (Standort) | Pfarrhaus                                                                      | Zweigeschossiger massiver Putzbau mit Satteldach, 1767 | D-5-71-128-2 Wikidata | BW             |
| Am Kirchplatz 6 (Standort) | Evangelisch-lutherische Pfarrkirche, ehemals St. Blasius, Nikolaus und Michael | Spätmittelalterliche Saalkirche, Langhaus mit Steilsatteldach und dreiseitiger Apsis, an der nördlichen Langhausseite Turm, dreigeschossiger, rechteckiger Sandsteinquaderbau mit oktogonalem Aufsatz und Spitzhelm, Turmuntergeschosse 13. Jahrhundert, Aufsatz 17. Jahrhundert, Langhaus nach Brand wiederhergestellt 1672; mit Ausstattung | D-5-71-128-1 Wikidata | weitere Bilder |
| Am Kirchplatz 6 (Standort) | Kirchhofmauer                                                                  | Hohe Bruchsteinmauer, im Kern mittelalterlich, im Bereich der nördlichen Friedhofserweiterung 1828/29 | D-5-71-128-1 Wikidata | weitere Bilder |
| Forstweg 1 (Standort)      | Forsthaus                                                                      | Eingeschossiger, verputzter Halbwalmdachbau mit Fachwerkkniestock und -giebel, von Ferdinand Rothe, 1907 | D-5-71-128-3 Wikidata | BW             |
| Mönchswald (Standort)      | Kreuzstein                                                                     | Mit Kreuzrelief, Sandstein, 17. Jahrhundert | D-5-71-128-6 Wikidata | BW             |
| Neuweiher (Standort)       | Steinkreuz, sogenanntes Pfarrkreuz                                             | Sandsteinkreuz für den ermordeten Pfarrer Hieronymus Güttinger, 2. Hälfte 16. Jahrhundert | D-5-71-128-4 Wikidata | weitere Bilder |
| Straßenfeld (Standort)     | Kreuz                                                                          | Aus Sandstein, spätmittelalterlich | D-5-71-128-5 Wikidata | weitere Bilder |